# Kathryn Hunter

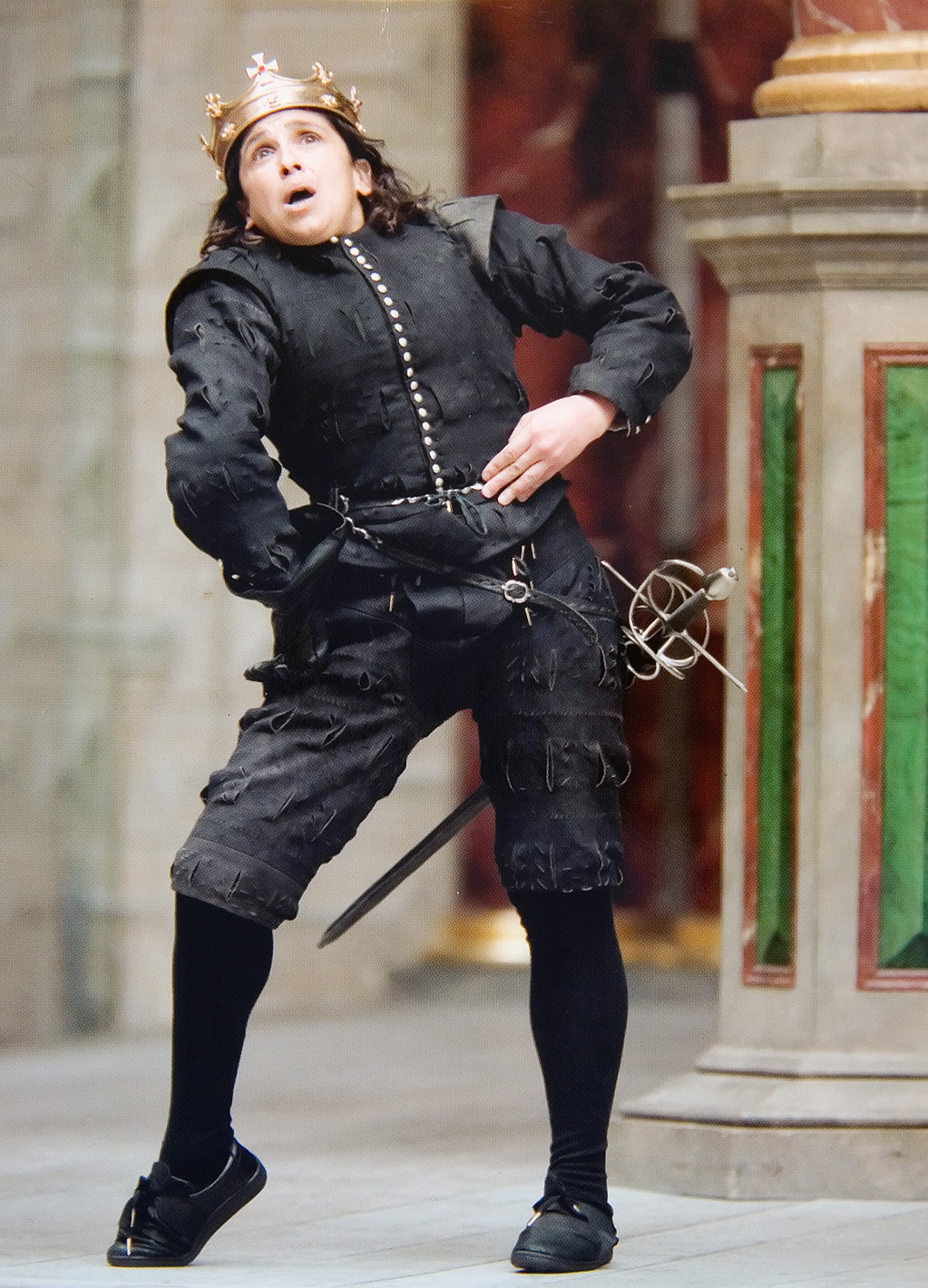
Kathryn Hunter 2003 als Richard III.

Kathryn Hunter (* 1956 in New York City als Aikaterini Hadjipateras) ist eine britische Schauspielerin und Theaterregisseurin.

## Leben
Hunter wurde als Tochter griechischer Eltern in New York geboren und wanderte anschließend mit ihren Eltern nach Großbritannien aus. Nach ihrer Ausbildung als Schauspielerin auf der Royal Academy of Dramatic Art, lebt sie heute in London mit ihrem Mann Marcello Magni.
1991 gewann sie als beste Komödiantin in dem Theaterstück The Visit einen Olivier Award. Danach spielte Hunter in mehreren Filmen wie Das Wunder von Mâcon oder All or Nothing mit Timothy Spall und in vielen Fernsehfilmen und Serien wie zum Beispiel in Rom als Charmian mit. Im Jahr 2007 trat sie als schrullige Nachbarin der Dursleys, Arabella Figg, in Harry Potter und der Orden des Phönix auf.
2010 spielte sie in einer Produktion des King Lear der Royal Shakespeare Company am Courtyard Theatre in Stratford-upon-Avon die Rolle des Narren sowie die Cleopatra in einer Inszenierung von Antonius und Cleopatra. 2018 hatte sie in Stratford-upon-Avon die Titelrolle in Simon Godwins Inszenierung des Shakespeare-Stücks Timon von Athen. 2021 war sie in der Rolle der Hexen in der Shakespeare-Verfilmung Macbeth zu sehen.

## Filmografie (Auswahl)

### Filme
- 1992: Orlando
- 1993: Das Wunder von Mâcon (The Baby of Mâcon)
- 1997: Wet and Dry
- 1999: Simon Magus
- 2002: All or Nothing
- 2007: Harry Potter und der Orden des Phönix (Harry Potter and the Order of the Phoenix)
- 2015: Das Märchen der Märchen (Il racconto dei racconti)
- 2021: Macbeth (The Tragedy of Macbeth)
- 2023: The Pod Generation
- 2023: Poor Things
- 2024: Megalopolis
- 2024: The Front Room
- 2025: Vicious

### Fernsehfilme
- 1990: Anything for a Quiet Life
- 1992: Maria’s Child
- 1994: Grushko
- 2001: NCS: Manhunt

### Fernsehserien
- 2001: Gerichtsmediziner Dr. Leo Dalton (Silent Witness, eine Episode)
- 2005–2007: Rom (Rome, vier Episoden)
- 2022: Andor (fünf Episoden)
- 2024: Black Doves
- 2024: Grotesquerie